# Günter Spang

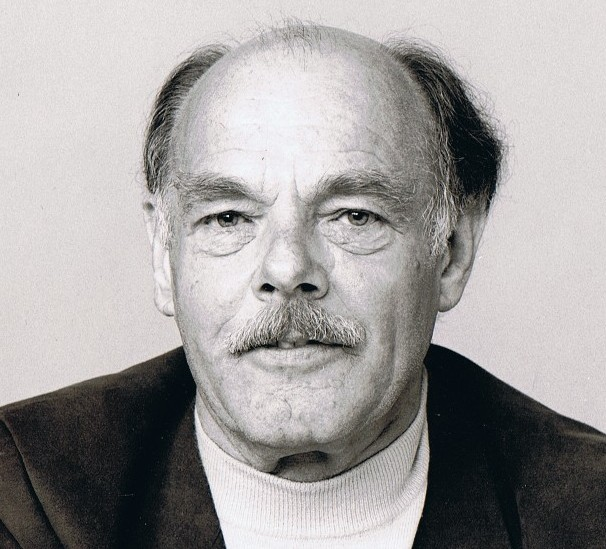
Günter Spang (1996)

Günter Spang (* 10. Mai 1926 in Mannheim; † 11. Oktober 2011 in München) war ein deutscher Schriftsteller, der vor allem als Kinder- und Jugendbuchautor bekannt wurde.

## Leben
Heinz Günther Johann Spang, mit einer Zwillingsschwester jüngstes Kind einer katholischen Bäckersfamilie, wuchs vom Nationalsozialismus zunächst unbehelligt in Mannheim auf, wurde jedoch als Gymnasiast mit 16 Jahren zum Kriegsdienst einberufen und als Flakhelfer in Lettland stationiert. Im Alter von 20 Jahren kehrte er aus sowjetischer Kriegsgefangenschaft zurück. Nach dem Abitur in Heidelberg (1947) studierte er Germanistik und Theaterwissenschaften in Heidelberg, Mainz und dann in München bei Artur Kutscher.
Schon als Student schrieb er für Tageszeitungen wie etwa den Mannheimer Morgen. Seine Dissertation über Schillers Zeit am Mannheimer Theater blieb jedoch unvollendet, da er sich nach der Veröffentlichung seines ersten Romans Der Millionär in der Seifenblase im Jahr 1953 ganz dem Schreiben widmete – mit Hilfe freundlicher Förderung des Münchner Verlegers Heinrich Ellermann.
Neben Kinder- und Jugendbüchern, die auch in zahlreiche Sprachen übersetzt wurden, schrieb er auch Satiren, Erzählungen und Kurzgeschichten für Erwachsene, erschienen in zahlreichen Zeitungen und Zeitschriften (Die Zeit, FAZ, SZ, Simplizissimus, Pardon) und mehreren Anthologien. Außerdem verfasste er viele Beiträge für Rundfunk und Fernsehen.
In erster Ehe (1957–1963) war er mit der Goethe-Instituts-Dozentin Dr. Renata Spang, geb. Senf verheiratet und bekam eine Tochter: Elisabeth (* 1960). Seit 1972 war er mehr als dreißig Jahre lang in Lebensgemeinschaft verbunden mit der kaufmännischen Angestellten Almut Wichmann († 2003). Günter Spang starb am 11. Oktober 2011 in München.
Ebenfalls im Bereich Kinder- und Jugendliteratur arbeitet seine Tochter Elisabeth Spang als freie Lektorin und Übersetzerin aus dem Englischen. Seit 2008 verwaltet sie die Urheberrechte an den Werken Günter Spangs.
Der Nachlass Günter Spangs (bestehend aus privater wie beruflicher Korrespondenz – auch mit anderen Autoren wie bspw. Janosch und Christine Nöstlinger –, persönlichen Dokumenten und Fotografien, Originalmanuskripten, Notizen sowie dem umfangreichen Spätwerk unveröffentlichter Hasen-Geschichten) wurde an die Internationale Jugendbibliothek in München übereignet und kann bei Interesse dort eingesehen werden.

## Wirkung
Spang steht als Kinderbuchautor in der Nachfolge von Erich Kästner und wollte seine kindlichen Leser vor allem auf vergnügliche Art und Weise unterhalten. Dabei arbeitete er gern mit grotesk-satirischer Übertreibung und phantastischen Mitteln. Die für seine Werke typische Vermischung von Phantasie und Wirklichkeit wird besonders deutlich in dem Roman Der gläserne Heinrich (1972).
Rezensenten loben an den Büchern Günter Spangs vor allem originelle Einfälle, Humor und Komik sowie die einfache und kindgemäße Sprache.
Viele Bücher von Günter Spang sprechen gesellschaftskritische und emanzipatorische Themen an, zum Beispiel Herr Groß geht in die Stadt, oder Wer Wasser klaut, fällt selbst hinein. Die Werke Die Abenteuer des kleinen Mädchens mit der Tante und Ein Teufel namens Fidibus gehören zu den so genannten antiautoritären Kinderbüchern. Spang regt in seinen Werken über die humorvolle Darstellung der Fragwürdigkeit menschlichen Lebens und Verhaltens unaufdringlich zum Nachdenken an und vermittelt dem Leser Einsichten zur Verwirklichung von mehr Freiheit und einem besseren Leben.

## Veröffentlichungen (Auswahl)
- Der Millionär in der Seifenblase. Verlag Heinrich Ellermann, 1953 (Neuausgabe 1968, dtv 1973) englisch-amerikanische Ausgabe The Soap Bubble Millionaire, Verlag Abelard-Schuman, London, New York, Toronto 1962
- Lohengrin schwant etwas. Verlag Heinrich Ellermann, 1954
- Ein Pferd geht ins Hotel.  Erich Schmidt Verlag, Bielefeld 1956 (The Horse in the Hotel, Abelard-Schuman, London, New York, Toronto 1963)
- Theodolinde, das Känguruh. Mit Bildern von Beatrice Braun-Fock, Obpacher Verlag, 1960 (als Fernseh-Zeichengeschichte im Fernsehen des Bayerischen Rundfunks 1961; Neuausgabe mit dem Titel Linda, das Känguruh mit Bildern von F. J. Tripp, Sellier Verlag 1970)
- Williwack. Die Abenteuer eines reiselustigen Pinguins. 1961, zweiteilige Fernseh-Zeichengeschichte des Südwestfunks, mehrere Neuauflagen
- Clelia und die kleine Wassernixe. Mit Bildern von Pepperl Ott, Obpacher Verlag 1962 (Clelia and the Little Mermaid, Verlag Abelard-Schuman, London, New York, Toronto 1967/68, Fernseh-Zeichengeschichte des Hessischen Rundfunks)
- Felicitas und ihr Gespenst. Mit Bildern von Christa Kemper, Münchner Bilderbuchverlag, 1962
- Das Haus in der Sonnenblumenstraße. Mit Bildern von F. J. Tripp, Engelbert-Verlag, 1962 (The House in Sunflower Street, Oxford University Press, London 1963, New York 1964, Fernseh-Zeichengeschichte des Norddeutschen Rundfunks)
- Gockelgockel. Illustriert von Lilo Fromm, Thienemann Verlag, 1962
- Das Mädchen von der Litfaßsäule. Thienemann Verlag, 1963
- Heut spielt Gottlieb Fabelhaft. Mit Bildern von F. J. Tripp, Thienemann Verlag, 1963
- Sabine und die Schmetterlinge. Mit  Bildern von Elisabeth Segieth, Obpacher  Verlag, 1963
- Die wundersamen Abenteuer des kleinen Mädchens mit der Tante. Illustriert von Isolde Schmitt-Menzel, Atlantis Verlag, 1965
- Hokus Pokus Pinguin. Mit Bildern von Friedrich Kohlsaat, Sellier Verlag, 1967 (mehrere Neufausgaben im Meisinger Verlag)
- Markus und Kathrinchen. Georg Bitter Verlag, 1969
- Ein Teufel namens Fidibus. Mit Bildern von Werner Klemke, Parabel Verlag, 1970; Der Kinderbuchverlag, Berlin DDR, 1970 und 1984 (engl. An Imp called Peregrine, Frederick Warne & Co, London 1972, übersetzt ins Tschechoslowakische, Verfilmung: Tschechoslowakischer Trickfilm 1979/80 und DEFA-Puppenfilm Berlin)
- Der Hahn und sein Herr Theobald. Mit Bildern von Isolde Schmitt-Menzel, Otto Maier Ravensburg, 1971
- Der kleine Tatzelwurm. Herold-Verlag, 1971
- Kalinka, vom Huhn, das goldene Eier legt. Signal Verlag 1972, dtv, 1978
- Wer Wasser klaut, fällt selbst hinein mit Bildern von Marta Koci, Parabel Verlag, 1973
- Herr Groß geht in die Stadt. Mit Bildern von Friedrich Kohlsaat, Thienemann Verlag, 1973 (Bestenliste für den deutschen Jugendliteraturpreis, Fernseh-Zeichengeschichte NDR 1975 und BR 1976)
- Kossik - das Gemskitz. Mit Bildern von Józef Wilkoń, Parabel Verlag, 1973
- Die wunderbare Ferienreise. Fackelträger Verlag, 1974 (Fernseh-Zeichengeschichte des NDR)
- Wolfskinder. Mit Bildern von Józef Wilkoń. Parabel Verlag, 1975
- Herr Blau aus Blaubeuren macht blau. Mit Bildern von Ursel Maiorana, Parabel Verlag, 1976,
- Franziskus und der Wolf. Mit Bildern von Isolde Schmitt-Menzel, Echter Verlag, 1976
- Das Pferd in der Schule. Mit Bildern von Uta Hinze, Annette Betz Verlag, 1978 (Bestenliste des Critici in Erba, Bologna 1979)
- Mein Onkel Theodor oder Wie man im Schlaf viel Geld verdient. Herrmann Schaffstein Verlag, 1974 (verfilmt 1975 von Gustav Ehmck mit u. a. Gert Fröbe und Barbara Rütting)
- Ein schönes Durcheinander - ein Verwirrbuch, dtv, 1980
- Wummauwamm ist in der Stadt. Mit Bildern von Wilfried Blecher, Fabula Verlag, 1980
- Du hast August so verwirrt, dass er sich schon wieder irrt. Mit Bildern von Wilfried Blecher, Fabula Verlag, 1980
- Komm mit zum Weiher. Mit Bildern von Wilfried Blecher, Sellier Verlag, 1987
- Herr Flupp und seine sieben Enten. Mit  Bildern von Gabriele Hafermas, Neuer Finken Verlag, 1990
- Ochs und Esel. Weihnachtsgeschichte mit Bildern von Loek Koopmanns, Nord-Süd-Verlag 2001 und 2004
- Williwack.Thienemann Verlag, 1998/99
- Klementine mit dem Zauberstab. Thienemann Verlag, 1998/99
- Ein Teufel namens Fidibus. llustriert von Werner Klemke, Beltz Verlag/Der Kinderbuchverlag, 2004 und 2014, ISBN 978-3-358-02139-2 (nach Aussage des Autors eines seiner Lieblingsbücher)[2]
- Kapitän Bommel und die Seeschlange. Mit Bildern von Beatrice Braun-Fock, Thieneman-Esslinger Verlag, 2019, ISBN 978-3-480-23501-8. Rezension: Fridtjof Küchemann: Bilderbuch-Klassiker: Das kann doch einen Seemann nicht erschüttern. In: Frankfurter Allgemeine Zeitung. 14. Juni 2019, abgerufen am 16. Mai 2023.

## Ehrungen
- 1969: Tukan-Preis der Stadt München für Literatur.
- 1974: Bestenliste Deutscher Jugendbuchpreis Herr Groß geht in die Stadt
- 1979: Bestenliste des Critici in Erba, Bologna Das Pferd in der Schule
- 1984: AWMM Buchpreis (Arbeitsgemeinschaft für Werbung, Markt- und Meinungsforschung, Buchs, Schweiz) für Du hast August so verwirrt, dass er sich schon wieder irrt
- 2003: Ehrensold des Freistaats Bayern für verdiente ältere Künstler